# Terra vinculada
Una terra vinculada és un terme utilitzat en el dret medieval que definia una terra que no era de propietat privada, que no se'n podia disposar lliurement ni es podien posar a la venda. Eren terres vinculades a un títol nobiliari, a l'Església, a un municipi (terres comunals -béns de propis i comuns-) o a la Corona. El propietari de la terra podia treure'n profit econòmic i exercir-hi jurisdicció, però no la podia vendre.